# Ondavka (okres Bardejov)
Ondavka je obec na Slovensku v okrese Bardejov. Žije zde 15 obyvatel, první písemná zmínka pochází z roku 1618. Nachází se zde řeckokatolický chrám Ochrany Přesvaté Bohorodičky z roku 1968. Starší dřevěný chrám, který pocházel z 18. století, shořel v roce 1949. Na území obce, nedaleko centra, pramení řeka Ondava.